# 徐玑
徐璣（1162年—1214年），字致中，又字文淵，號靈淵，祖籍福建泉州晉江縣徐狀元巷，溫州永嘉縣人。
唐代狀元徐晦之後。潮州知州徐定第三子，以致仕恩曾官建安主簿，任內安撫麻溪峒民，歷官龍溪丞、永州司理、武當令，改長泰令，未上任。詩學唐人，與徐照、翁卷、趙師秀並稱“永嘉四靈”。亦工書法。寧宗嘉定七年（1214年）卒。有《二薇亭集》。有《泉山集》，已佚。